# Allium togashii
Allium togashii — вид рослин з родини амарилісових (Amaryllidaceae); ендемік Японії.

## Поширення
Ендемік Японії — острів Сьодо.